# Phrynomedusa appendiculata
Phrynomedusa appendiculata é uma espécie de anfíbio (perereca) da família Phyllomedusidae. Endêmica do Brasil, é encontrada na Mata Atlântica numa região entre Santa Catarina, Paraná e São Paulo.
Descrita pela primeira vez em 1925 por Adolfo Lutz na obra, Batraciens du Brésil. Comptes Rendus et Mémoires Hebdomadaires des Séances de la Société de Biologie et des ses Filiale, segundo pesquisadores da USP (Universidade de São Paulo) que a encontraram em 2021-2022 durante um estudo, ela raramente é vista.
Em inglês ela também é conhecida como Phyllomedusa de Lutz [em homenagem a seu descobridor] e Santa Catarina Leaf Frog [referência ao único local onde se acreditava que ela ocorria].

## Classificação
Classe: Anfíbios; Ordem: Anura;  Família: Phyllomedusidae; Gênero: Phrynomedusa.

## Bioma, habitat e hábitos
Até meados dos anos 2000, ela havia sido encontrada apenas nas localidades de São Bento do Sul (entre 800 e 1000m de altitude) e Novo Horizonte, no município de Lauro Müller, Santa Catarina, mas posteriormente se estimou sua presença numa área de 4.927 km2 entre este estado e seu vizinho Paraná. No entanto, sua descoberta em São Paulo em 2021-2022 certamente amplia seu território.
De forma geral, ocorre em áreas de riachos de serras e vive em estratos mais elevados da mata, empoleirada nas árvores e arbustos, os quais abandona em busca de poças de água permanentes na época da reprodução.
Segundo ICMBIO, "reproduz-se em riachos de pouca correnteza e coloca a desova fora da água, após o que os girinos caem e se desenvolvem na água".
O tamanho de sua população é desconhecida, tanto em estimativas do ICMBIO (Instituto Chico Mendes de Conservação da Biodiversidade) quanto dos pesquisadores da USP, que apontam que isto pode acontecer por seu hábito de viver em locais altos, onde é pouco vista. 

## Perigo de extinção
Em 2004, a espécie foi incluída na Lista Vermelha de Espécies Ameaçadas da IUCN (União Internacional para Conservação da Natureza - UICN).
Vista pela primeira vez em 1970, a perereca não foi encontrada durante 50 anos, até os pesquisadores da USP que estudavam os répteis e anfíbios que habitam uma região preservada da Mata Atlântica, no Parque Estadual Nascentes do Paranapanema (Penap), no município de Capão Bonito, em São Paulo, reencontrarem o animal entre 2021-2022. "É uma esperança para a biodiversidade em perigo e um alerta quanto à necessidade de preservação de biomas", escreveu Guilherme Gama no Jornal da USP em janeiro de 2022.

Já o doutorando e pesquisador Leandro Moraes disse ao Jornal que: “ficamos surpresos e muito empolgados ao notarmos que estávamos diante da espécie Phrynomedusa appendiculata, considerada até mesmo possivelmente extinta”.  